# Siewierz (gmina)
Siewierz est une gmina mixte du powiat de Będzin, Silésie, dans le sud de Pologne. Son siège est la ville de Siewierz, qui se situe environ 18 km au nord-est de Będzin et 30 km au nord-est de la capitale régionale Katowice.
La gmina couvre une superficie de 115,76 km2 pour une population de 12 277 habitants.

## Géographie
Outre la ville de Siewierz, la gmina inclut les villages de Brudzowice, Czekanka, Dzierżawa, Dziewki, Gołuchowice, Hektary, Kuźnica Piaskowa, Kuźnica Podleśna, Kuźnica Warężyńska, Leśniaki, Marcinków, Nowa Wioska, Podwarężyn, Podwarpie, Przedwarężyn, Słowik, Tuliszów, Warężyn, Wojkowice Kościelne, Zawarpie et Żelisławice.
La gmina borde les villes de Dąbrowa Górnicza, Myszków et Poręba, et les gminy de Koziegłowy, Łazy, Mierzęcice et Ożarowice.